# Frenchella lubrica
Frenchella lubrica är en skalbaggsart som beskrevs av Blackburn 1892. Frenchella lubrica ingår i släktet Frenchella och familjen Melolonthidae. Inga underarter finns listade i Catalogue of Life.